# ميناء الجزيرة الخضراء
ميناء الجزيرة الخضراء هو ميناء يقع بمدينة الجزيرة الخضراء، إسبانيا. الميناء هو الأكبر في إسبانيا بحوالي 100 مليون طن في عام 2015. وهو أكبر ميناء في البحر الأبيض المتوسط.